# Mary Anna Jackson
Mary Anna Morrison Jackson, född 1831, död 1915, var general Stonewall Jacksons andra hustru. Precis som hans första hustru Elinor var hon dotter till en presbyteriansk prästman och läroverksrektor. Hon delade sin mans starka presbyterianska tro. Efter hans död vårdade hon hans minne och kom att hyllas som "konfederationens änka".

## Ungdom
Anna Morrisons far, teologie doktor Robert Hall Morrison var en presbyteriansk pastor och förste rektor för Davidson College. Hennes mor var Mary Graham Morrison, dotter till en general från det amerikanska frihetskriget. Tillsammans fick paret tio barn som nådde vuxen ålder. Föräldrarna lät Anna gå på flickskolan Salem Academy 1847–1849.

## Äktenskap
Anna hade en äldre syster, Isabella, som var gift med Harvey Hill vilken var lärare vid Washington College i Lexington, Virginia. Genom sin svåger blev hon bekant med Stonewall Jackson som undervisade vid Virginia Military Institute i samma stad. Jackson var då på väg att gifta sig med sin första hustru Elinor, men hon dog efter en kort tids äktenskap i barnsäng. Efter några år som änkeman började Jackson uppvakta Anna och den 16 juli 1857 gifte de sig i hennes föräldrahem Cottage Home i North Carolina.

## Familjeliv och religion
Precis som Stonewall Jackson var Anna Jackson en mycket religiös människa. Båda var söndagsskolelärare och läste i Bibeln varje dag. Deras tro var dem till stort stöd när deras dotter Mary Graham dog några veckor efter sin födelse 1858. Förutom religionen så präglades familjelivet av Stonewall Jacksons rigida tidsscheman. Varje vardag förflöt på samma sätt; familjebön på morgonen, följd av frukost, middag sedan hans undervisning var avslutad. Det var först efter kvällsmaten som han kopplade av och hade långa samtal med sin hustru, men dessa avbröts alltid precis klockan tio när han gick och lade sig.

## Kriget
Under kriget hade de få tillfällen att träffas då Stonewall Jackson ständigt befann sig i fält. Under denna tid höll de kontakten med varandra genom en flitig brevväxling. Hans brev har bevarats och de är mycket ömma och kärleksfulla. Anna hade flera tillfällen när hon besökte Jackson i fält. Den första gången var efter det första slaget vid Bull Run sommaren 1861. Den andra gången var en längre period när Stonewalls trupper låg i vinterläger 1861–1862 i Winchester, Virginia. Det var där som deras andra dotter blev till. Men det var inte förrän vid ett kort besök i Guinea Station på våren 1863 som fadern för första och sista gången fick se sin dotter. Det var också då som dottern döptes och fick namnet Julia efter Stonewalls mamma.

## Konfederationens änka
När Stonewall Jackson stupade bodde Anna och dottern med föräldrarna i North Carolina. Där förblev de till 1873, då de flyttade in till Charlotte på grund av Julias skolgång. Annas intressen handlade framförallt om den presbyterianska församlingen i staden och organisationerna United Daughters of the Confederacy och Daughters of the American Revolution. Hon skrev två böcker om sin man och en om sin dotter vilken dog när hon var tjugosju år gammal. Anna Jackson högaktades över hela Södern och många kom långtifrån för att träffa henne och visa sin respekt för henne och minnet av hennes man. När änkan efter Jefferson Davis dog 1906 betraktade många Anna som "Söderns första dam". När hon hade dött begravdes hon med militära hedersbetygelser och kroppen togs till Lexington för gravsättning bredvid sin man.